# Sanctuary (Band)
Sanctuary ist eine US-amerikanische Power-Metal-Band aus Seattle. Die Band bestand zwischen 1985 und 1991 und war der Vorläufer der Band Nevermore. Im Jahre 2010 gab die Band ihre Reunion bekannt. 

## Geschichte

### Refuge DeniedundInto the Mirror Black
Bevor die Band Sanctuary gegründet wurde, war Warrel Dane Sänger der Heavy-Metal-Band Serpent’s Knight, die 1983 ein Studioalbum veröffentlichte. Bassist Jim Sheppard spielte in einer Glam-Metal-Band Sleeze. Die Band Sanctuary wurde 1985 gegründet. Der Bandname wurde dem Film Flucht ins 23. Jahrhundert entnommen. 1986 spielte die Band ein Demo ein, das einen Vertrag mit Epic Records einbrachte. Das Debütalbum Refuge Denied wurde 1987 veröffentlicht. Produziert wurde das Album vom Megadeth-Sänger Dave Mustaine. Refuge Denied ist das einzige Album, auf dem Warrel Dane mit einer extrem hohen Stimmlage singt. Es gibt Spekulationen, dass sich Dane bei den Aufnahmen verletzte und deshalb auf den späteren Alben mit einer tieferen Stimme arbeitet. Mit White Rabbit befindet sich eine Jefferson-Airplane-Coverversion auf dem Album. Mustaine steuerte ein Gitarrensolo bei. Die Band ging nach der Veröffentlichung mit Megadeth und Warlock auf Tournee. 
Nach Abschluss der Tournee nahm die Band ihr zweites und letztes Studioalbum Into the Mirror Black auf. Dieses Album wurde von der Redaktion des deutschen Rock-Hard-Magazins auf Platz 20 einer Liste mit den 500 besten Metalalben gewählt. Für das Lied Future Tense drehte man einen Videoclip, der gelegentlich von MTV in der Sendung Headbangers Ball gespielt wurde. Während der Tournee mit Forbidden und Death Angel verließ Sean Blosl die Band und wurde durch den damals erst 19-jährigen Jeff Loomis ersetzt. Auch wenn sich das Album gut verkaufte – laut Dane waren es mehr als 100.000 Exemplare weltweit – war Epic nicht zufrieden und versuchte, die Band in Richtung des einsetzenden Grunge-Booms zu drängen. Innerhalb der Band kam es deshalb zu Spannungen über die musikalische Ausrichtung. Diese führten 1991 schließlich zur Auflösung. Um den Vertrag zu erfüllen, veröffentlichte Epic im gleichen Jahr noch die rare Live-EP Into the Mirror Live. 

### Auflösung, Wiedervereinigung,The Year the Sun Died
Ein Jahr später gründeten Dane, Loomis und Sheppard die Band Nevermore. Ursprünglich wollten die Musiker unter dem Namen Sanctuary weitermachen, jedoch drohte Rutledge mit einer Klage. Um einem Rechtsstreit zu entgehen, wurde mit Nevermore ein neuer Bandname gewählt. Lenny Rutledge wurde Musicalproduzent und ist Inhaber eines eigenen Tonstudios. Blosl ist als unabhängiger Musik- und Filmproduzent tätig. Budbill kehrte der Musik vorerst den Rücken zu, half Dane aber bei seinem Soloprojekt.
2010 kündigte Warrel Dane ein neues Sanctuary-Album an. Bis auf Sean Blosl werde die Band wieder in Original-Besetzung zusammenfinden. Für Blosl kam Brad Hull (ehemals Forced Entry) in die Band. Lenny Rutledge habe Dane bereits neue Songs vorgespielt, die letzterer als „großartig“ bezeichnete. Man sei auf der Suche nach einer geeigneten Plattenfirma. Am 6. Oktober 2014 erschien das dritte Studioalbum The Year the Sun Died. Mit dem deutschen Regisseur Dirk Behlau drehte man zudem ein Musikvideo zum Titel Frozen in der Zeche Hugo in Gelsenkirchen-Buer. 2015 ersetzte Nick Cordle (u. a. Arch Enemy) den Gitarristen Brad Hull.

### Inception
Ein Jahr später verließ Jim Sheppard die Band und wurde durch George Hernandez ersetzt. Am 24. Februar 2017 wurde das Album Inception veröffentlicht, das neu abgemischte und remasterte Demoaufnahmen aus dem Jahre 1986 enthält, unter anderem eine Coverversion des Liedes White Rabbit von Jefferson Airplane. Es war das letzte Sanctuary-Album mit Sänger Warrel Dane, der am 13. Dezember 2017 in São Paulo an einem Herzinfarkt verstarb.

## Diskografie

### Alben
| Jahr | Titel Musiklabel                    | Höchstplatzierung, Gesamtwochen, AuszeichnungChartplatzierungen (Jahr, Titel, Musiklabel, Platzierungen, Wochen, Auszeichnungen, Anmerkungen) | Höchstplatzierung, Gesamtwochen, AuszeichnungChartplatzierungen (Jahr, Titel, Musiklabel, Platzierungen, Wochen, Auszeichnungen, Anmerkungen) | Höchstplatzierung, Gesamtwochen, AuszeichnungChartplatzierungen (Jahr, Titel, Musiklabel, Platzierungen, Wochen, Auszeichnungen, Anmerkungen) | Höchstplatzierung, Gesamtwochen, AuszeichnungChartplatzierungen (Jahr, Titel, Musiklabel, Platzierungen, Wochen, Auszeichnungen, Anmerkungen) | Anmerkungen                                                    |
| Jahr | Titel Musiklabel                    | DE | AT | CH | US | Anmerkungen                                                    |
| ---- | ----------------------------------- | --- | --- | --- | --- | -------------------------------------------------------------- |
| 1988 | Refuge Denied Epic Records          | — | — | — | — | Erstveröffentlichung: 1988                                     |
| 1990 | Into the Mirror Black Epic Records  | DE97 (… Wo.)DE | — | — | — | Erstveröffentlichung: 27. Februar 1990 Charteinstieg erst 2020 |
| 2014 | The Year the Sun Died Century Media | DE39 (1 Wo.)DE | AT75 (1 Wo.)AT | CH69 (1 Wo.)CH | US125 (1 Wo.)US | Erstveröffentlichung: 6. Oktober 2014                          |
| 2017 | Inception Century Media             | DE53 (1 Wo.)DE | — | — | — | Erstveröffentlichung: 24. Februar 2017                         |

### EP
- 1991: Into the Mirror Live (Live-EP)